# Герб Куединского района
Герб Куединского района — официальный символ Куединского района Пермского края Российской Федерации.
Ныне действующий герб Куединского района утверждён решением Земского Собрания Куединского района от 20 августа 2010 года № 146 «Об утверждении Положения о гербе муниципального образования „Куединский район“, Положения о Флаге муниципального образования „Куединский район“».

## Описание герба
В пересеченном лазурью и зеленью поле сияющее золотое солнце, сопровождаемое внизу в зелени тремя золотыми колосьями.

## Символика
- Куединский район — самый южный район Пермского края, исконным занятием его жителей было земледелие, возделывание зерновых культур. Эти особенности территории нашли отражение в основной фигуре герба — сияющем солнце и колосьях.
- Лазоревый цвет символизирует надежду, возрождение.
- Лазурь — символ истины, чести и добродетели, чистого неба и воды.
- Зелёный цвет в поле герба символизирует природные богатства территории, а также подчеркивает сельскохозяйственную направленность его развития.
- Золото — символ высшей ценности, богатства, величия, постоянства, прочности, силы и великодушия.